# Manantiales (ort i Argentina)
Manantiales är en ort i Argentina.   Den ligger i provinsen Catamarca, i den norra delen av landet, 1 000 km nordväst om huvudstaden Buenos Aires. Manantiales ligger 511 meter över havet och antalet invånare är 659.
Terrängen runt Manantiales är kuperad åt sydväst, men åt nordost är den platt. Runt Manantiales är det mycket glesbefolkat, med 7 invånare per kvadratkilometer.. Närmaste större samhälle är Los Altos, 10,5 km norr om Manantiales.
I omgivningarna runt Manantiales växer i huvudsak lövfällande lövskog.